# 梁文知坊
梁文知坊，是越南谅山省的一個坊，也是谅山省人民委员会、越南共产党谅山省委员会的驻地。该坊北接三清坊，東北與奇驴坊相连、東與东京坊、南與战胜社、新團社，西與庆溪社相連結。
2025年，谅山市撤销，该市下辖的枝陵坊與廣樂社合并组建梁文知坊，该坊得名於出生于谅山省的北山救国军指挥长兼政治教导员梁文知。